# 虞美人草 (映画)
『虞美人草』（ぐびじんそう）は、夏目漱石の長編小説『虞美人草』を原作とした映画化作品である。これまでに2度映画化され、1935年版、1941年版がある。1921年にも同じ題の映画が製作されているが、夏目漱石の小説とは無関係の作品である。

## 1935年版
第一映画社制作。1935年10月31日公開。75分。白黒。戦前の溝口作品としては珍しくほぼ全てが現存するもののラストシーンが欠落している。

### キャスト
- 宗近一:夏川大二郎
- 小野清三:月田一郎
- 甲野欽吾:武田一義
- 小夜子:大倉千代子
- 宗近の妹・糸子:二条あや子
- 宗近の父:寺島貢
- 浅井:根岸東一郎
- 甲野藤尾:三宅邦子
- 藤尾の母:梅村蓉子
- 井上孤堂:岩田祐吉
- 家主:小泉嘉輔

### スタッフ
- 監督:溝口健二
- 監督補:高木孝一、伊地知正、佐藤春人、坂本明、寺内静吉、坂根田鶴子
- 脚色:高柳春雄
- 潤色:伊藤大輔
- 原作:夏目漱石
- 撮影:三木稔
- 撮影補:竹野治夫、田島松雄、古川松雄
- 音楽選曲:酒井龍峯、高木孝一
- 装置:西七郎、久光五郎、斎藤権四郎
- 録音:水口保美、森田樹
- 擬音:竹内良之助
- 照明:北西吉之助、堀越達郎
- 編集:坂根田鶴子
- 美術考証:中村大三郎
- 技髪:高木石太郎
- 美髪:石井重子
- 衣裳:小笹庄治郎
- スチール:浅田延之助
- 字幕:小栗美二

## 1941年版
東宝映画制作。1941年6月18日公開。88分。白黒。

### キャスト
- 甲野欽吾:高田稔
- 甲野藤尾:霧立のぼる
- 母豊乃:伊藤智子
- 宗近老人:玉井旭洋
- 宗近一:江川宇礼雄
- 宗近糸子:花柳小菊
- 小野清三:北沢彪
- 浅井末吉:嵯峨善兵
- 井上孤堂:勝見庸太郎
- 井上小夜子:花井蘭子

### スタッフ
- 製作:富岡厚雄
- 監督:中川信夫
- 脚本:桜田半三
- 原作:夏目漱石
- 撮影:三浦光雄
- 音楽:早坂文雄
- 美術:河東安英
- 録音:安藤重遠
- 照明:岸田九一郎